# Rasgueado
Il Rasgueado è una tecnica chitarristica caratteristica del flamenco. Viene eseguito con mano destra, generalmente sulla chitarra flamenca e sulla chitarra classica.
Si parte con la mano chiusa a pugno, quindi le dita si aprono (in questa sequenza: mignolo, anulare, medio e indice), in modo che le unghie eseguano tre o quattro strappate sulle corde in rapida successione; il palmo viene abbassato per ottenere l'effetto di smorzatura e il pollice si alterna al resto delle dita, eseguendo le note basse, o completa con un ulteriore strappo la successione.
Il termine rasgueado deriva dal verbo rasguear che significa "suonare più corde insieme sulla chitarra"; non è dunque connesso al verbo italiano raschiare. Il verbo rasguear a sua volta deriva dal sostantivo rasgo "tratto" detto di ciascuna linea che si traccia all'atto di scrivere.